# Barbara Barbara, We Face a Shining Future
Barbara Barbara, We Face a Shining Future – dziewiąty album studyjny Underworld, wydany 16 i 18 marca 2016 roku jako CD, płyta winylowa i digital download.
Album doszedł do 2. miejsca na UK Dance Albums i 1. na liście Top Dance/Electronic Albums tygodnika Billboard.
Był nominowany do 59. edycji Grammy w kategorii: Best Electronic/Dance Album.

## Album

### Historia
Dziewiąty album Underworld był pierwszym albumem studyjnym zespołu od sześciu lat. Muzycy współpracowali w tym czasie z Dannym Boyle’em przy realizacji muzyki do sztuki Frankenstein oraz muzyki do ceremonii otwarcia Letnich Igrzysk Olimpijskich 2012 w Londynie. Karl Hyde w rozmowie telefonicznej z magazynem Spin opowiadał o kulisach powstania krążka. Przed powstaniem albumu Rick Smith zaproponował, żeby tym razem zrezygnować z zaprogramowanych syntezatorów, czy wtyczek, ale tworzyć materiał muzyczny przy pomocy prawdziwego sprzętu, zaś proces twórczy miał być intuicyjny i spontaniczny: 

Zaczniemy od niczego. Będziemy pisać codziennie coś nowego, a potem pójdziemy dalej. Następnego dnia napiszemy coś nowego.

Muzycy pojawiali się codziennie w studiu analizując każdy dźwięk i nagrywając go po wspólnej akceptacji. Autorem tytułu albumu był ojciec Ricka Smitha, który zmarł w 2015 roku. Pod koniec życia rozmawiał on z żoną Barbarą uspokajając ją, że wszystko będzie dobrze i że czeka ich świetlana przyszłość: „Barbaro, Barbaro, czeka nas świetlana przyszłość”. Gdy Karl Hyde usłyszał tę opowieść, zaproponował, żeby zdanie to wykorzystać jako tytuł powstającego albumu.  

### Wydania
Wydanie albumu promowała krótka trasa koncertowa zespołu po Niemczech (Berlin, Mannheim), Wielkiej Brytanii (Londyn), Holandii (Schijndel, Groningen, Amsterdam) i Belgii (Bruksela). 
16 marca 2016 roku album ukazał się, jako digital download oraz CD, w Japonii nakładem miejscowej wytwórni Beat Records.
Światowa premiera albumu (jako LP) miała miejsce 18 marca, jednocześnie w Wielkiej Brytanii, Europie i w Stanach Zjednoczonych za pośrednictwem wytwórni Caroline International. Ta sama wytwórnia wydała album również w wersji CD w Europie, natomiast w Stanach Zjednoczonych wersję CD wydała wytwórnia Astralwerks.

### Lista utworów

#### Wydanie japońskie
Lista według Discogs:
| 1. | I Exhale                          | 8:11  |
|    |                                   |       |
| 2. | If Rah                            | 7:13  |
|    |                                   |       |
| 3. | Low Burn                          | 6:45  |
|    |                                   |       |
| 4. | Santiago Cuatro                   | 4:01  |
|    |                                   |       |
| 5. | Motorhome                         | 6:24  |
|    |                                   |       |
| 6. | Ova Nova                          | 5:32  |
|    |                                   |       |
| 7. | Nylon Strung                      | 6:48  |
|    |                                   |       |
| 8. | Twenty Three Blue Bonus For Japan | 6:44  |
|    |                                   |       |
|    |                                   | 51:38 |
|    |                                   |       |

#### LP
Lista według Discogs:
A:
| A1. | I Exhale | 8:11  |
|     |          |       |
| A2. | If Rah   | 7:13  |
|     |          |       |
| A3. | Low Burn | 6:45  |
|     |          |       |
|     |          | 22:09 |
|     |          |       |
B:
| B1. | Santiago Cuatro | 4:01  |
|     |                 |       |
| B2. | Motorhome       | 6:24  |
|     |                 |       |
| B3. | Ova Nova        | 5:32  |
|     |                 |       |
| B4. | Nylon Strung    | 6:48  |
|     |                 |       |
|     |                 | 22:45 |
|     |                 |       |

#### CD
Lista według Discogs:
| 1. | I Exhale        | 8:11  |
|    |                 |       |
| 2. | If Rah          | 7:13  |
|    |                 |       |
| 3. | Low Burn        | 6:45  |
|    |                 |       |
| 4. | Santiago Cuatro | 4:01  |
|    |                 |       |
| 5. | Motorhome       | 6:24  |
|    |                 |       |
| 6. | Ova Nova        | 5:32  |
|    |                 |       |
| 7. | Nylon Strung    | 6:48  |
|    |                 |       |
|    |                 | 44:54 |
|    |                 |       |
- autorzy, nagrywający – Karl Hyde, Rick Smith
- wokal dodatkowy – Esme Smith (utwory: 2, 5, 6, 7), Tyler Hyde (utwory: 2, 5, 6, 7)
- producent – Rick Smith
- współproducent – High Contrast
- mastering – Miles Showell w Abbey Road Studios
- okładka – Tomato[11]

## Odbiór

### Opinie krytyków
| Oceny łączne         | Oceny łączne |
| Publikacja           | Ocena        |
| -------------------- | ------------ |
| Album of the Year    | 79/100       |
| AnyDecentMusic?      | 7.6/10       |
| Metacritic           | 81/100       |
| Recenzje             |              |
| Publikacja           | Ocena        |
| AllMusic             | [ 15 ]       |
| The A.V. Club        | B+           |
| The Arts Desk        | [ 17 ]       |
| Clash                | 7/10         |
| Consequence of Sound | B            |
| Drowned in Sound     | 7/10         |
| The Guardian         | [ 21 ]       |
| The Independent      | [ 22 ]       |
| The Irish Times      | [ 23 ]       |
| laut.de              | [ 24 ]       |
| The Line of Best Fit | 8.5/10       |
| Mojo                 | [ 14 ]       |
| musicOMH             | [ 26 ]       |
| The Observer         | [ 27 ]       |
| Pitchfork            | 8.1/10       |
| PopMatters           | 9/10         |
| Q                    | [ 29 ]       |
| The Quietus          | [ 14 ]       |
| RYM                  | 3.33/5       |
| Record Collector     | [ 31 ]       |
| The Skinny           | [ 32 ]       |
| Slant Magazine       | [ 33 ]       |
| Spin                 | 8/10         |
| Sputnikmusic         | 4.0/5        |
| Tiny Mix Tapes       | [ 36 ]       |
| Uncut                | 7/10         |
| Under the Radar      | 7.5/10       |

Album otrzymał powszechne pochwały na podstawie 26 recenzji krytycznych.
Bardzo wysoko ocenił wydawnictwo Ian Mathers z magazynu PopMatters dając mu 9 punktów z 10 możliwych i stwierdzając, iż Underworld „stworzył album, który jest absolutnie, bez zastrzeżeń, klasycznym Underworldem w sposób, który daje do zrozumienia, że choć [muzycy] nie mają problemu z byciem przystępnymi, to i nie mają ochoty zabiegać o nową publiczność lub powtarzać się. To zarówno wszystko, o co mógłbyś prosić jako długoletni fan, jak i ten rodzaj albumu z późnego okresu, który jest naprawdę wart rozpowszechnienia poza gronem wiernych wyznawców. Niektóre doskonałe albumy sprawiają wrażenie produktu ciężkiej, żmudnej, stresującej pracy. Niektóre, jak ten, sprawiają wrażenie, że artyści dotarli do takiego punktu w swojej historii i rzemiośle, że ich praca jest po prostu, cytując Hyde’a, 'promiennym lustrem' ich samych. To jest muzyka dla tej świetlanej przyszłości”.
„Barbara, Barbara to powrót [zespołu] do dwóch swoich najlepszych albumów (Dubnobass i najlepszego, Second Toughest In The Infants z 1996 roku) i choć mało prawdopodobne jest, że będziemy ponownie oceniać ten album w 2036 roku, to wciąż reprezentuje on Underworld z nową energią. Czasami trzeba spojrzeć wstecz, aby pójść do przodu, a robiąc to, Underworld stworzyli swój najlepszy album od prawie dwudziestu lat” – uważa Chris Todd z The Line of Best Fit dając albumowi 8.5 punkta z 10.
Według Davida Jeffriesa z AllMusic Barbara Barbara, We Face a Shining Future to „album, który od razu przypadnie do gustu długoletnim fanom, ale to także ewolucja. Obfitujący w znakomite niespodzianki album otwiera mroczny, utrzymany w pół tempie utwór, w którego żyłach płynie Gary Numan ('I Exhale'), a zamyka mistrzowski 'Nylon Strung', łączący Kraftwerk, muzykę klasyczną i błogi Underworld, który można znaleźć na wydanym w 1999 roku albumie Beaucoup Fish. Tytuł piosenki 'Low Burn' oddaje nastrój albumu, a słowa, 'Be beautiful, be free', oddają jego ducha”.
„Prawie doskonała i będąca krokiem naprzód płyta Barbara Barbara, We Face a Shining Future należy do najwyższej półki Underworld” – podsumowuje recenzent.
Zbliżoną opinię wyraża Benji Taylor z magazynu Clash: „Przy siedmiu utworach i niecałych 45 minutach, 'Barbara' jest ich najkrótszym jak dotąd albumem, ale jego zwięzłość kryje w sobie bogactwo słuchowych skarbów, od stopniowo eskalującego katharsis otwierającego 'I Exhale' do mieniącej się elegancji zamykającego album 'Nylon Strung'”.
Zdaniem Seana T. Collinsa z magazynu Pitchfork „Jak przystało na album, który już w samym tytule spogląda w przyszłość, Barbara najlepsze zostawia na koniec” mając na myśli utwór 'Nylon Strung', zaśpiewany przez Karla Hyde’a przy współudziale jego córki, Tyler oraz córki Ricka Smitha, Esme. „Efekt jest oszałamiający, to ten rodzaj muzyki, który sprawia, że szlochasz w samochodzie w niedzielne popołudnie w promieniach słońca, myśląc o ludziach, którzy chcieliby jechać z tobą. Underworld nigdy nie miał problemów z postawieniem słuchaczy na nogi. Ten cudownie pijany miłością finał sprawia, że Barbara jest płytą, która może rzucić ich na kolana” – konstatuje autor.
„Underworld wytyczył nową ścieżkę dla elektroniki debiutem Dubnobasswithmyheadman” – uważa Nina Corcoran z magazynu Consequence of Sound dodając, że „ci, którzy chcą zrozumieć ewolucję elektroniki za oceanem, przekonają się, że Barbara Barbara, we face a shining future przywita ich niemal tak samo, jak debiutancki LP Underworld. (…) Na swoim siódmym studyjnym albumie Underworld nie chcą się odkrywać na nowo ani zmieniać gry. Podchodzą do tańca z rewitalizującą przerwą, której potrzebuje taki kultowy zespół jak oni sami, z dystansem do stołu mikserskiego, który pobudza ich pamięć, przypominając im, skąd pochodziła – i nadal pochodzi – inspiracja do ich beatów” – podsumowuje recenzentka wyróżniając utwory: 'I Ehxale', 'Low Burn' i 'Nylon Strung'.
„Trudno jest określić, w jaki sposób Underworld potrafi poruszyć serce i duszę” – zastanawia się Ben Hogwood z musicOMH – „ale [muzycy] osiągają poziom słuchacza, szarpiąc za struny serca ekspansywnymi progresjami akordów, zwieńczonymi bezkompromisowymi, ale przystępnymi beatami. (…) Nieoczekiwanie Karl Hyde i Rick Smith okazali się być elektronicznym remedium na wszystkie pory roku. Mimo sukcesu pozostali w pełni wyczuleni na brytyjski nastrój i sposób życia i z nieomylną dokładnością przekładają śródmiejski zgrzyt i wdzięk na zapadającą w pamięć muzykę. Pozostają jednym z naszych muzycznych skarbów narodowych” – konstatuje autor.
„Często trudno jest zrozumieć, że Barbara Barbara, We Face a Shinning Future jest dziełem panów, którzy zbliżają się do szóstej dekady życia na planecie Ziemia” – zauważa Bekki Bemrose z Drowned in Sound oceniając iż w „swojej czwartej dekadzie wspólnego tworzenia muzyki, Smith i Hyde posuwają się do przodu w lśniącą przyszłość, w której Underworld porzucili dobrze wydeptaną ścieżkę replikacji i wybrali inną drogę. Minęli już niegdysiejsi krzykacze na rzecz niedopowiedzianej, ale mimo wszystko euforycznej elektroniki przepełnionej nadzieją”.
Zdaniem Martina Tenscherta z laut.de „przyszłość Barbary wydaje się bardziej niepewna niż początkowo zakładano: Te siedem piosenek niekoniecznie jest najnowocześniejszych”.

### Listy tygodniowe
| Kraj              | Lista                       | Pozycja |
| ----------------- | --------------------------- | ------- |
| Australia         | Australian Charts           | 36      |
| Austria           | Austrian Charts             | 50      |
| Belgia            | Ultratop (Flandria)         | 7       |
| Belgia            | Ultratop (Walonia)          | 23      |
| Francja           | Les Charts                  | 158     |
| Holandia          | Dutch Album Top 100         | 12      |
| Irlandia          | Albums Chart                | 34      |
| Japonia           | Oricon Albums Chart         | 14      |
| Niemcy            | Offizielle Deutsche Charts  | 44      |
| Stany Zjednoczone | Billboard 200               | 200     |
| Stany Zjednoczone | Independent Albums          | 12      |
| Stany Zjednoczone | Tastemaker Albums           | 14      |
| Stany Zjednoczone | Top Dance/Electronic Albums | 1       |
| Stany Zjednoczone | Top Sales Albums            | 82      |
| Szkocja           | Scottish Albums Chart       | 8       |
| Szwajcaria        | Schweizer Hitparade         | 51      |
| Wielka Brytania   | UK Albums Chart             | 10      |
| Wielka Brytania   | UK Dance Albums             | 2       |
| Wielka Brytania   | UK Download Albums          | 6       |
| Wielka Brytania   | UK Physical Albums          | 10      |
| Wielka Brytania   | UK Record Store Albums      | 3       |
| Wielka Brytania   | UK Sales Albums             | 7       |
| Wielka Brytania   | UK Vinyl Albums             | 4       |

### Listy końcoworoczne
| Kraj   | Lista               | Pozycja |
| ------ | ------------------- | ------- |
| Belgia | Ultratop (Flandria) | 101     |

### Nominacja do nagrody Grammy
Album został nominowany do 59. edycji Grammy w kategorii: Best Electronic/Dance Album (nagrodę zdobył album Skin Flume).

### Wyróżnienia
- 2. miejsce na liście The 20 Best Electronic Albums of 2016 magazynu PopMatters[63].

- 45. miejsce na liście Albums of the Year 2016 magazynu The Quietus[64].